# Kreuzknoten
Der Haupteinsatz des Kreuzknotens ist das Verbinden von Fäden, Garnen oder Schnüren, als Bindeknoten von Paketen, Kartons usw.
Als sicherer Verbindungsknoten von Seilen ist er nicht geeignet. Stattdessen sollte beispielsweise ein Doppel-Achtknoten, ein Zeppelinknoten, ein doppelter Spierenstich etc. verwendet werden.
Der Schuhbindeknoten ist eine Abwandlung des Kreuzknotens. Diese beiden sind die bekanntesten Knoten und werden im Alltag häufig verwendet.

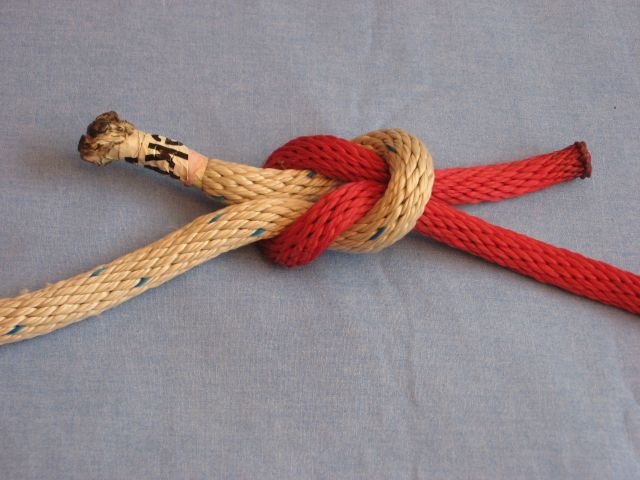
Korrekt geknüpfter Kreuzknoten, beide Enden liegen auf der gleichen Seite.

Der Schuhbindeknoten ist eine Abwandlung des Kreuzknotens

## Geschichte
Der Knoten war schon seit der Jungsteinzeit bekannt. Die Ausrüstung von Ötzi enthielt einen Kreuzknoten.
Der Heraklesknoten der Antike entspricht vermutlich dem heutigen Kreuzknoten. Damals wurden ihm auch mystische Eigenschaften zugeschrieben.
Bis zur Überarbeitung der Feuerwehr-Dienstvorschrift 1 im Jahr 2006 war der Kreuzknoten Bestandteil der Feuerwehrknoten in Deutschland., während er bei den österreichischen Feuerwehren als Rechter Knoten oder Kreuzknoten nach wie vor in Verwendung ist.

## Verwendung
Der Kreuzknoten ist der flachste aller Knoten, weshalb Weber ihn zum Verbinden der Fäden benutzen. Er geht glatt durch das Auge der Litze des Webschaftes. Bei ihnen heißt er auch oft nur einfach Weberknoten.
Er eignet sich als Bindeknoten zum Verschnüren von Paketen oder Bündeln. Sehr bekannt ist seine Verwendung als Schuhbindeknoten (dabei wird er doppelt auf Slip gelegt). Grundsätzlich ist dieser Knoten leicht zu erlernen und auszuführen. Er kann mit halben Schlägen zusätzlich gesichert werden.
- Reffknoten: Beim Reffen eines Segels wird das überschüssige Tuch mit einem Kreuzknoten zusammengebunden.
- Samariterknoten: Bei Verbänden werden die Enden des Dreiecktuchs mit dem Kreuzknoten zusammengebunden.
- Binden von Kopftüchern

Die Qualität der Verbindung hängt stark vom Material der verbundenen Enden ab. Zum Verbinden zweier Seile (z. B. Kletter- oder Sicherungsseile) ist der Kreuzknoten nicht geeignet, er bietet keine ausreichende Sicherheit.
Sofern der Kreuzknoten noch nicht belastet wurde, kann er entweder durch Zusammenschieben der Enden gelöst werden oder indem man die zwei Enden derselben Bucht auseinanderzieht: Dann kippt er zum Ankerstich um und das andere Ende lässt sich abziehen. Auf Slip gelegt, ist er auch unter Belastung zu öffnen.
Der Kreuzknoten hat eine Knotenfestigkeit von etwa 45 %. Bei geschlagenem Tauwerk aus Polypropylen beträgt die Knotenfestigkeit etwa 36 bis 42 %. Ein geflochtenes Polypropylen-Seil erreicht eine Knotenfestigkeit von 37 %. Bei doppelt geflochtenen Nylon-Seilen mit 0,5 Zoll Durchmesser löste sich der Knoten, bevor das Seil brach.

## Nachteile

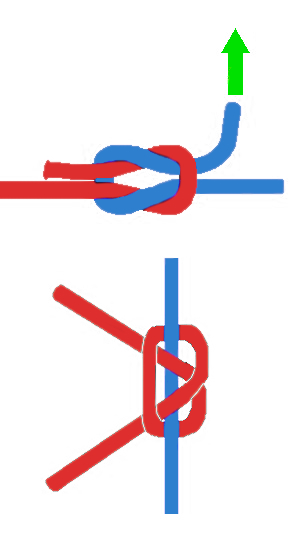
Kreuzknoten kippt zum Ankerstich, wenn beide Enden des blauen Seils auseinandergezogen werden.

Die einfache Ausführung hat den Kreuzknoten sehr bekannt gemacht. Dennoch halten viele Fachleute ihn für ungeeignet zum Verbinden von Seilen, wenn davon Leben, Gesundheit oder Werte abhängen. Aufgrund von Sicherheitsbedenken wurde der Kreuzknoten aus der Feuerwehr-Dienstvorschrift gestrichen.
Es geschieht häufig, dass ein Kreuzknoten falsch ausgeführt oder falsch belastet wird:
- Fehlerhaft ausgeführt entsteht der Altweiberknoten, der weniger belastbar und schwer lösbar ist, oder sogar der diagonal belastete Diebesknoten, ein Scherzknoten, der unter Last „durchrauscht“ und vollkommen unzuverlässig ist.
- Wenn entweder beide Enden derselben Schlinge in entgegengesetzter Richtung gezogen werden oder wenn ein Seil mit einem Kreuzknoten durch einen Ring oder um einen Pfahl gezogen wird, kann ein Ende in einen Ankerstich umkippen, worauf sich das andere Ende löst und durchrauscht.

Die Belastbarkeit des Kreuzknotens ist sehr stark von den Eigenschaften des verwendeten Seils abhängig:
- Insbesondere bei elastischen (zurückfedernden) und glatten Kunstfaserseilen löst er sich bei wechselnder Belastung.
- Bei steifem Material mit glatter Oberfläche wie kunststoffummantelter Wäscheleine und Monofilament wie Angelschnur hält der Kreuzknoten oft gar nicht oder rutscht langsam durch.

Auch beim Verbinden von Leinen ungleicher Stärke neigt der Kreuzknoten zum Kippen in den Ankerstich. Stattdessen wäre ein Schotstek zu verwenden.
Der Kreuzknoten lässt sich nach Belastung oft nur noch durch Zuhilfenahme von Werkzeug lösen.
Das Standard- und Referenzwerk Ashley-Buch der Knoten betrachtet den Kreuzknoten ebenfalls skeptisch:

„Einer der besten, aber am häufigsten missbrauchten Knoten ist der Kreuzknoten oder Reffknoten. Als Bändselknoten zum Reffen oder Bergen von Segeln oder um Pakete, Rollen und Bündel zu verschnüren ist er von unschätzbarem Wert. Aber als Verbindungsknoten (um zwei Enden zusammenzubinden) hat der Kreuzknoten wahrscheinlich mehr Tote und Verletzte auf dem Gewissen als das Versagen eines halben Dutzends anderer Knoten zusammen.“

„Unter gar keinen Umständen sollte er zum Verbinden von Seilen verwendet werden. Insbesondere bei Seilen mit ungleichem Durchmesser, unterschiedlicher Steifigkeit oder Reibung, neigt er zum Umkippen. Mit Ausnahme seiner eigentlicher Verwendung zum Verschnüren von Gegenständen, sollte dieser Knoten gemieden werden.“

## Knüpfen

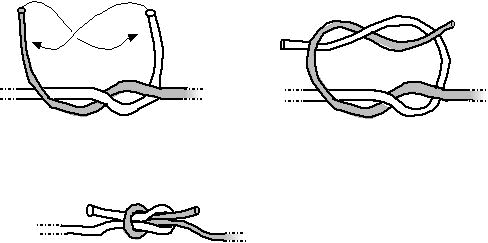
Knüpfen eines Kreuzknotens. Hier zuerst rechts über links und dann links über rechts

### Richtige Knüpfweise
Der Kreuzknoten wird gebunden, indem man zwei halbe Knoten übereinander setzt. Dabei ist zu beachten, dass sie verschiedene Orientierung haben – also links über rechts und dann rechts über links (oder beide umgekehrt). Beim Kreuzknoten liegen die Enden parallel, und der Knoten ist flach.

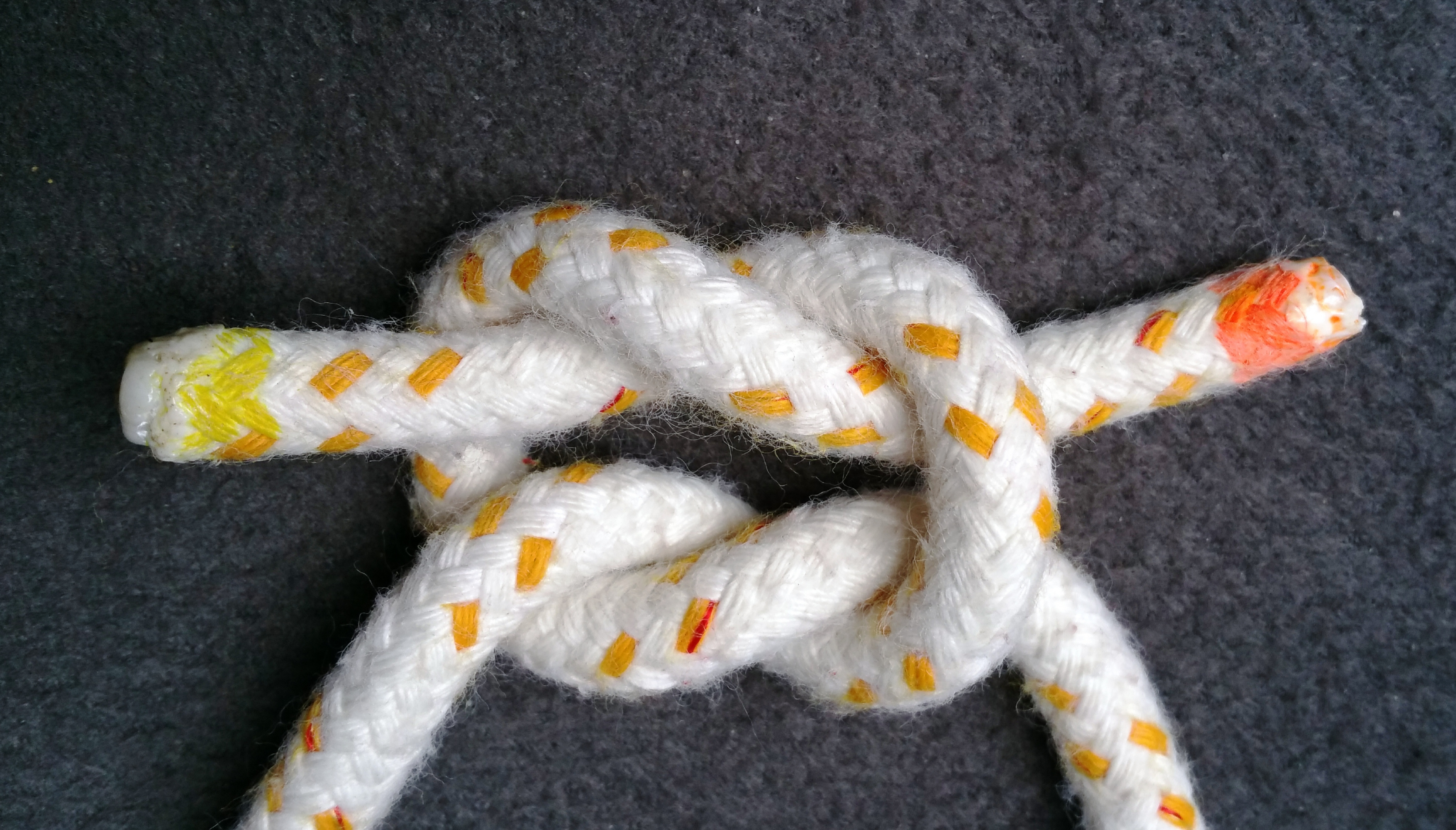
Kreuzknoten mit der Orientierung links über rechts und rechts über links.
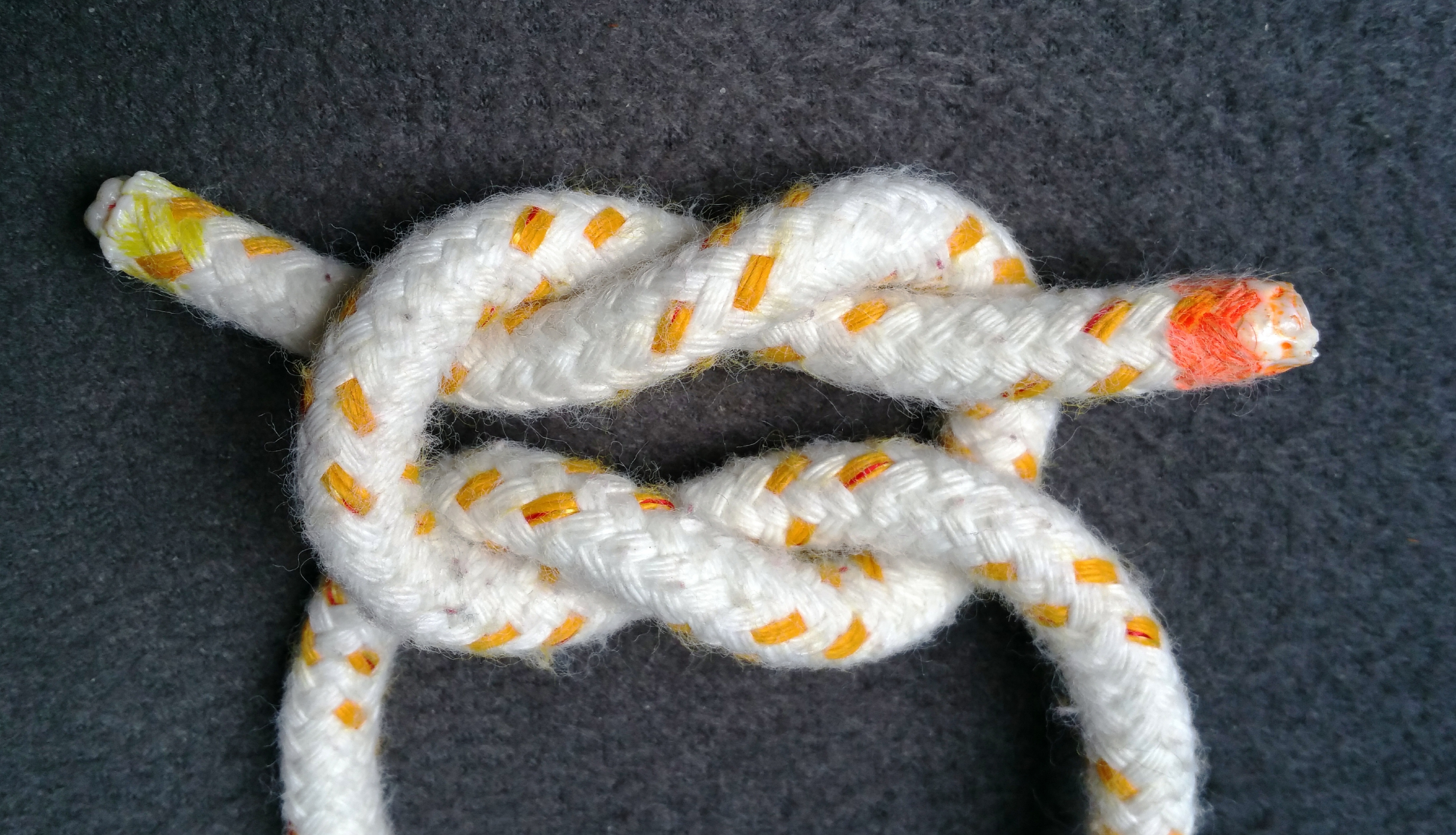
Kreuzknoten mit der Orientierung rechts über links und links über rechts.

Dass ein Kreuzknoten bei falscher Belastung zum Ankerstich kippt, kann zum Verschieben („Würgen“) des Knotens verwendet werden: Der gerade Tampen wird gehalten, und der Ankerstich bis zum Anschlag geschoben. Der Knoten wird unter Zug zurückgekippt. Bei starker Seilreibung gelingt das Zurückkippen nicht. Dann sichert ein einfacher Knoten im geraden Tampen.

### Falsche Knüpfweise
Je nachdem, mit welcher Orientierung zwei Halbe Knoten gebunden werden, ergeben sich verschiedene Knoten, die völlig verschiedene Funktionsweisen haben:
- Bild 1: Zum Vergleich der richtig geknüpfte Kreuzknoten
- Bild 2: Verdreht geknüpft entsteht ein Altweiberknoten. Er ist unzuverlässig, kann unter Last „durchrauschen“ (die Schnüre „wandern“ durch den Knoten, bis die Enden erreicht sind und der Knoten aufgeht) und ist, wenn er nicht durchrauscht, nur schwer zu öffnen. Andererseits neigt ein festgezogener Altweiberknoten bei einseitiger Belastung etwas weniger zum Kentern (kentersicher ist er aber auch nicht). Man erkennt ihn schnell daran, dass er festgezogen nicht flach, sondern rundlich aussieht und die losen Enden nicht parallel, sondern schräg zu den festen herausstehen.
- Bild 3: Bei diagonaler Belastung entsteht der unsichere Diebesknoten. Durch Binden kann dieser Knoten nicht entstehen, aber beim Stecken eines Kreuzknotens durchaus (wenn das gesteckte Ende erst um die lose Part geführt wird). Er rauscht aber unter Last sofort durch.

Bild 1: Kreuzknoten. Hier haben die zwei Halben Knoten verschiedene Orientierung – zuerst links über rechts und dann rechts über links gelegt. Die Seilenden liegen parallel.
Bild 2: Altweiberknoten. Hier haben die zwei Halben Knoten die gleiche Orientierung – zuerst links über rechts und dann wieder links über rechts gelegt. Die Seilenden liegen zwar parallel, aber sie stehen vertikal zum restlichen Seil ab. Der Knoten ist nicht flach.
Bild 3: Diebesknoten. Nur beim Stecken des Knotens kann versehentlich der Diebesknoten entstehen. Der Knoten ist zwar flach, aber die Seilenden liegen auf der gegenüberliegenden Seite.
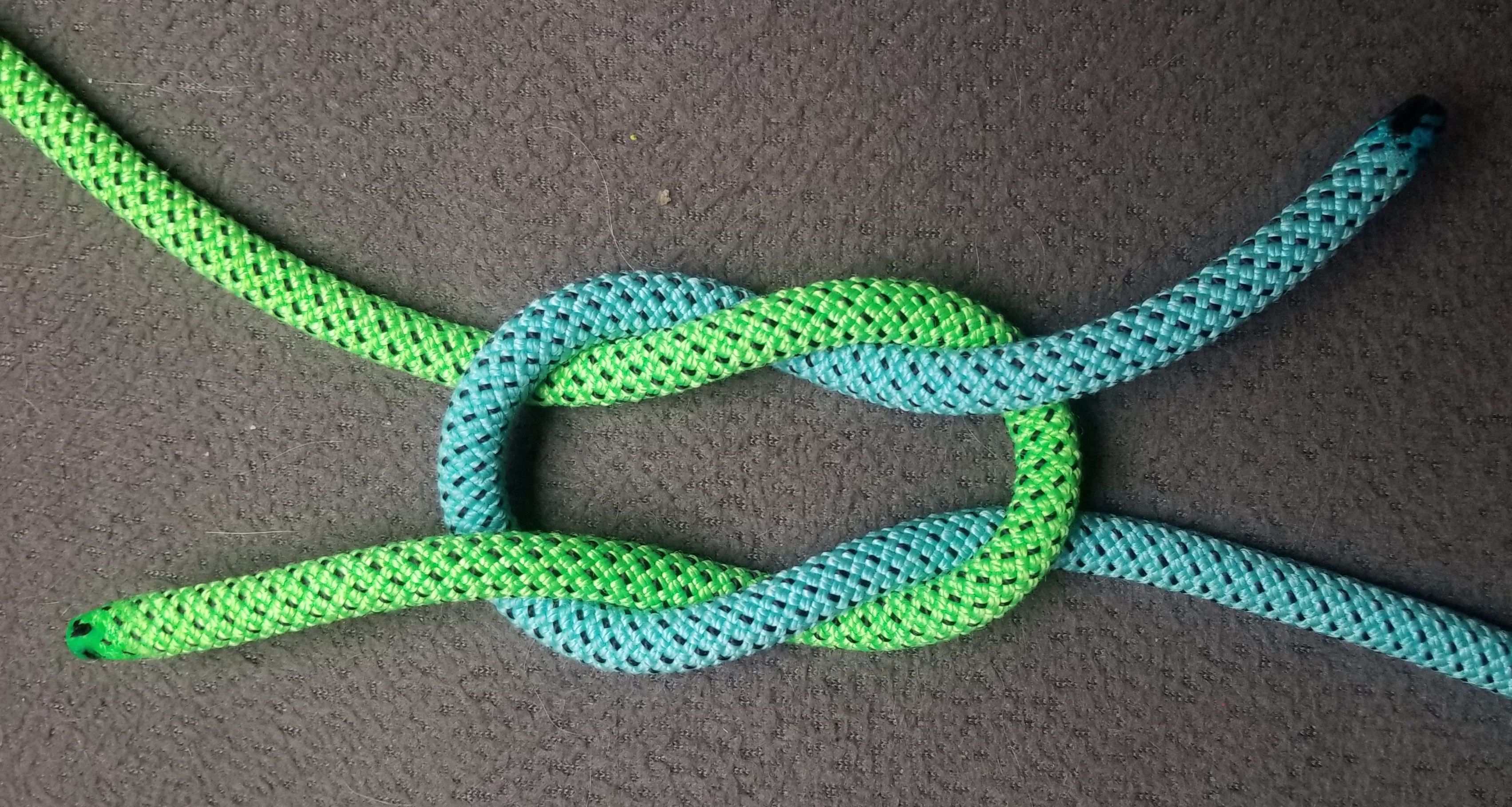
Bild 4: Der Kummerknoten vereint die Mängel des Altweiber- und Diebesknotens.[10] Bei Ashley heißt er „Was-Noch-Knoten“ (Ashley Nr. 1208 und mit gezeisten Enden „Reffleinenknoten“ Nr. 1495)

### Verbindung von Drähten
Eine dem Kreuzknoten entsprechende Verbindung kann etwa beim Zaunbau zum (temporären) Verknüpfen von Drähten genutzt werden. Beide Ende werden zu einer Bucht umgebogen und nahe dem Bogen leicht abgewinkelt. Die so gebildeten Schlaufen können dann zusammengeschoben und später auch leicht wieder gelöst werden.

Bild 1
Bild 2
Bild 3
Bild 4

## Den Kreuzknoten sichern
Der Kreuzknoten (wie die meisten Knoten) gewinnt an Sicherheit, wenn er am stehenden Ende gesichert wird. Wenn bei Knoten große Gewichte oder Sicherheitsschwachstellen im Spiel sind, ist die Sicherung unerlässlich.
Als Sicherung kann ein Halber Schlag dienen. Dazu knüpft man die losen Enden eines fertigen Kreuzknotens auf beiden Seiten unter dem stehenden Ende hindurch und wieder nach vorn und dann durch die neue entstandene Schleife.
Der Kreuzknoten kann auch sicherer gemacht werden, wenn man an den Enden zusätzliche Überhandknoten als Stopperknoten anbringt.

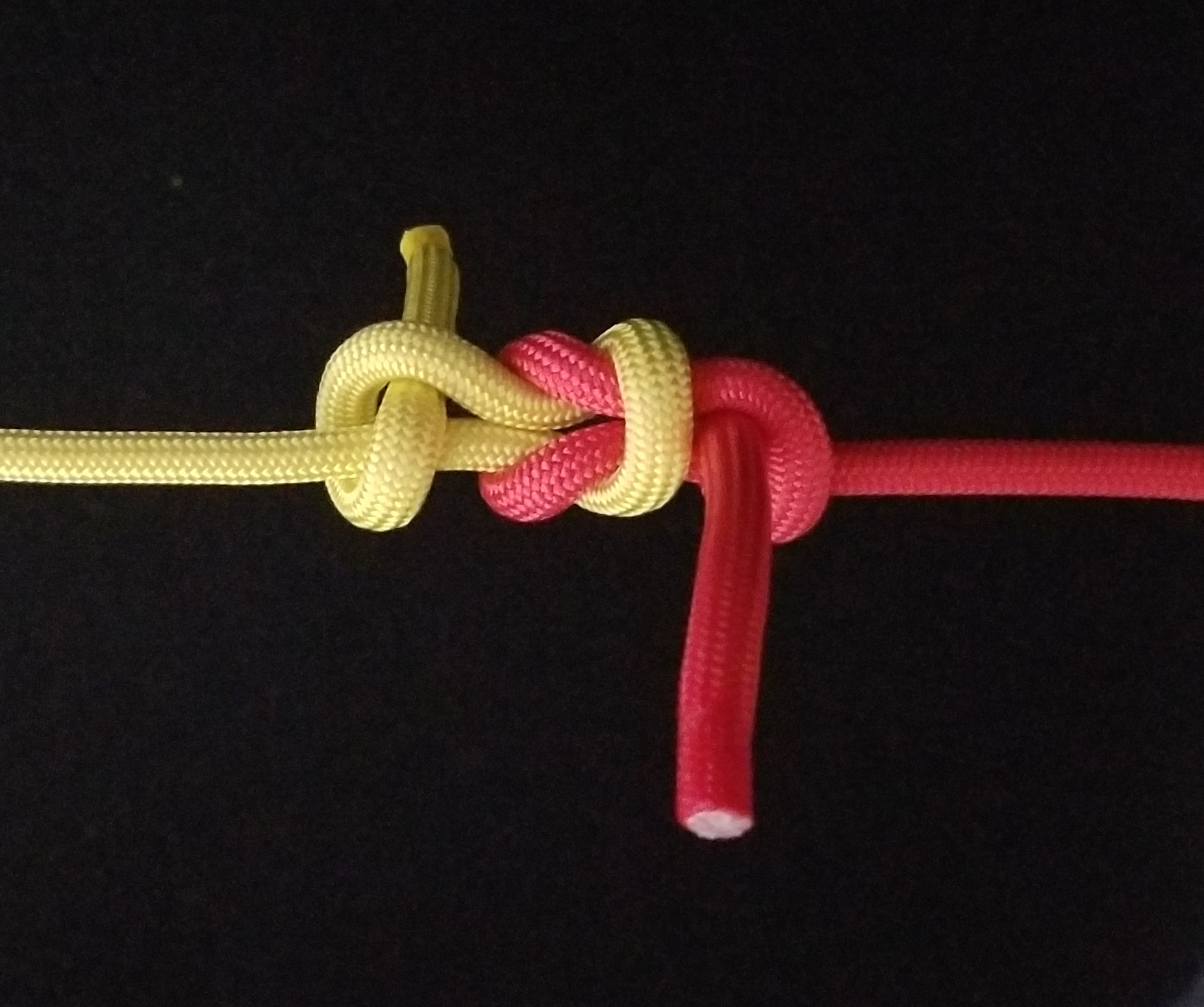
Kreuzknoten auf jeder Seite mit einem Halben Schlag gesichert
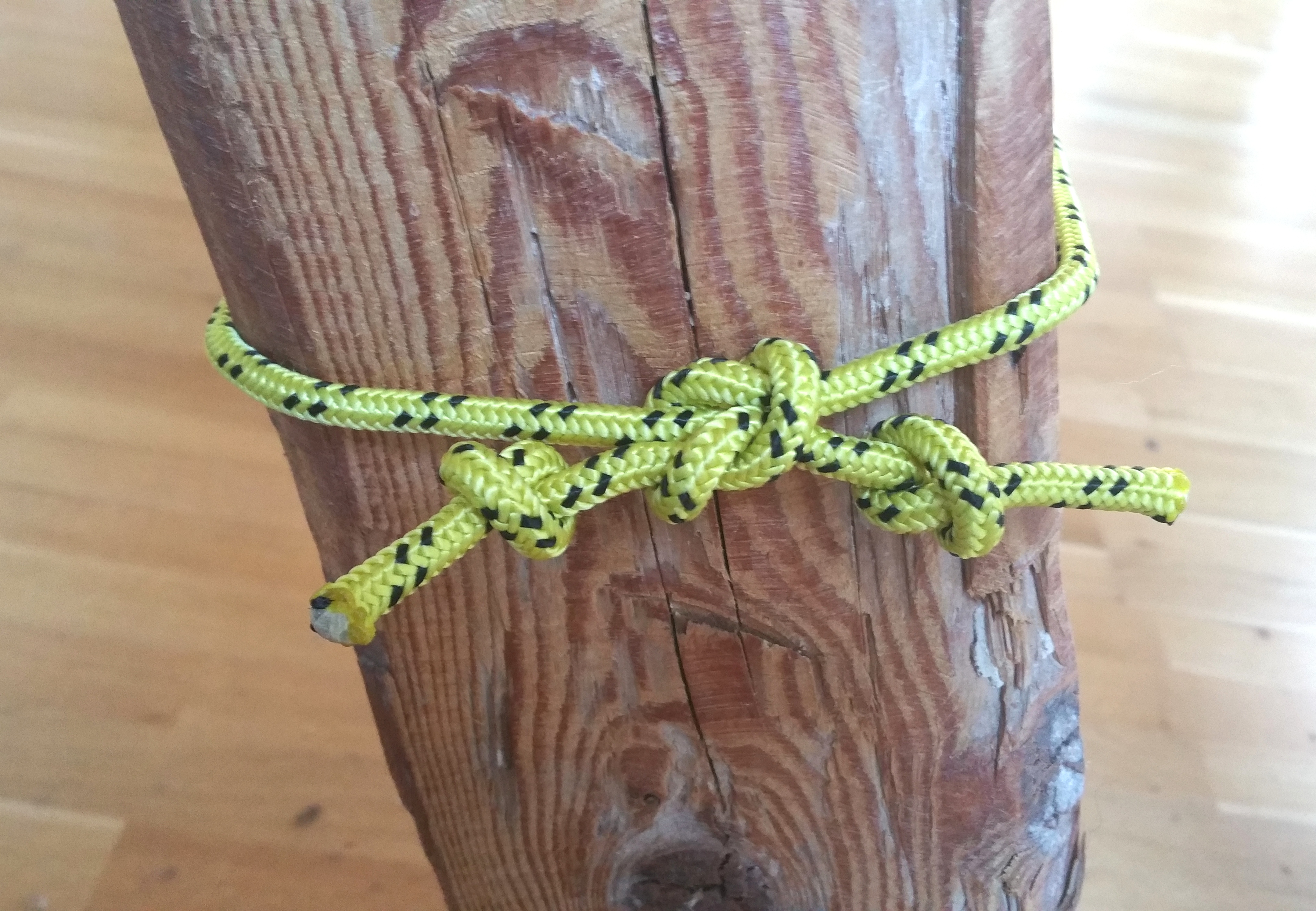
Hier sichert beidseitig ein Überhandknoten den Kreuzknoten vor dem Durchrutschen

Für das sichere Verbinden von Seilen ist der Kreuzknoten aber trotzdem nicht geeignet. Er ist und bleibt ein Bindeknoten.

## Künstlerische und symbolische Verwendung
Der Kreuzknoten wird als formschöner und weitverbreiteter Verbindungsknoten auch als Symbol oder in künstlerischen Darstellungen verwendet.

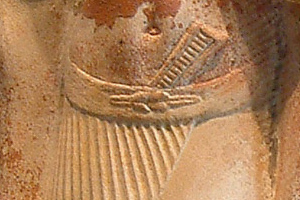
Detail einer altägyptischen Statue um 2350 v. Chr.
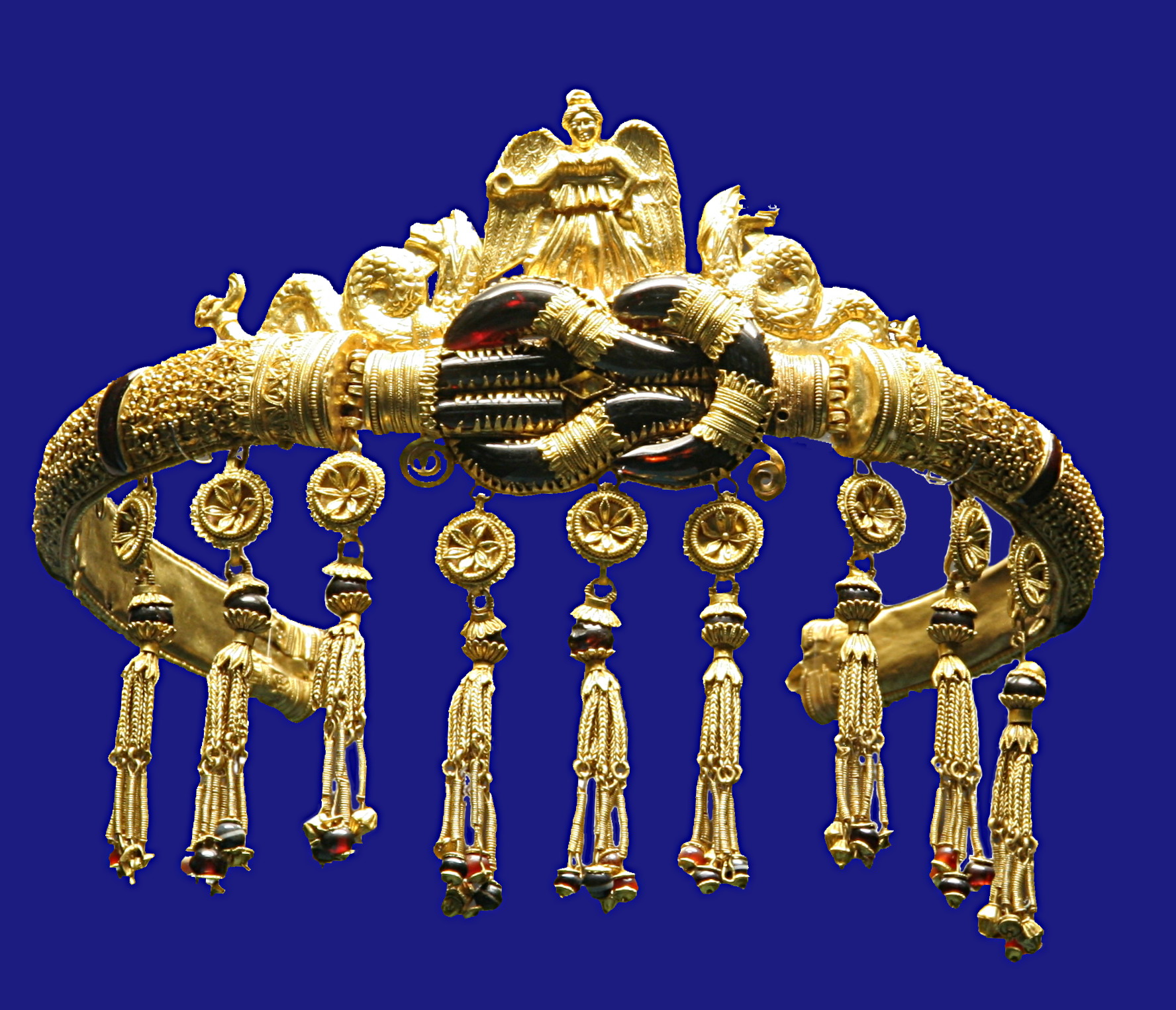
Diadem mit Heraklesknoten um 300 v. Chr.
Zeichen der World Organization of the Scout Movement seit 1955
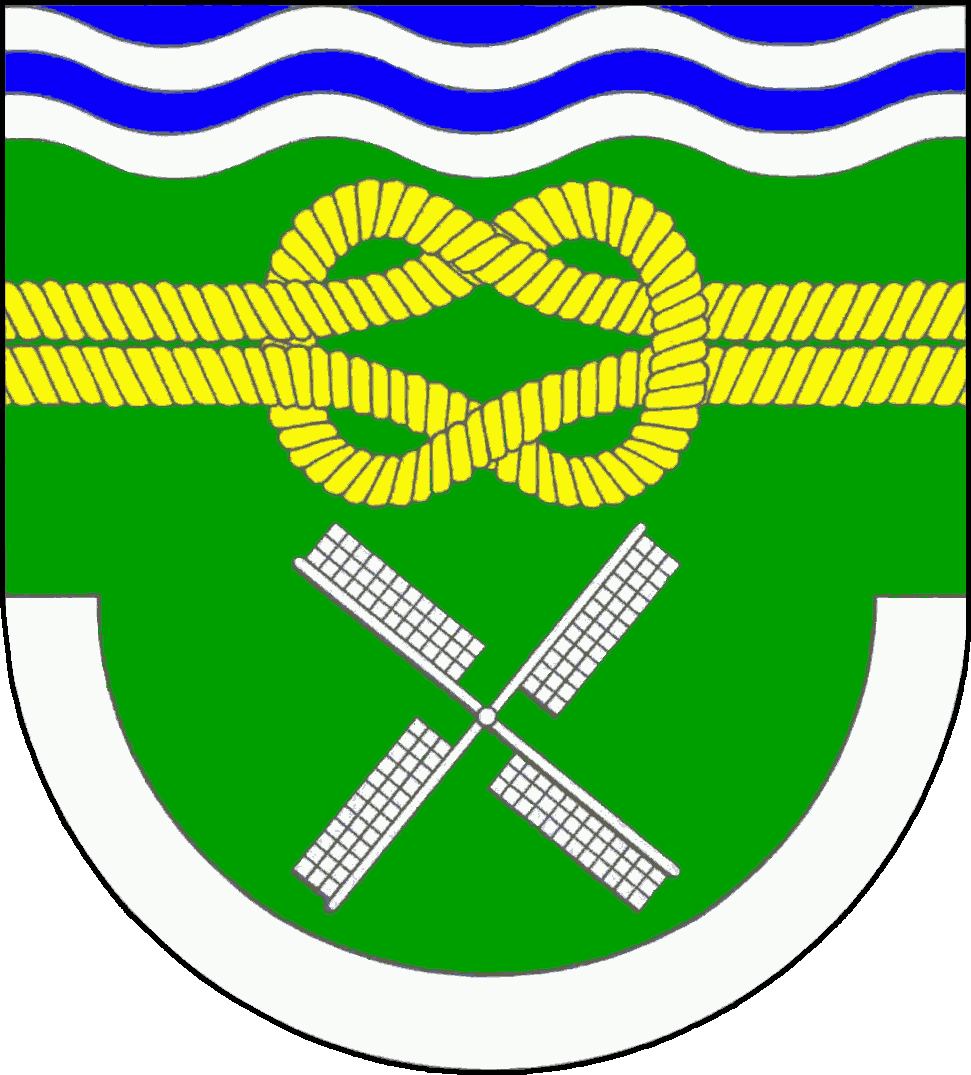
Kreuzknoten im Wappen von Neuendorf-Sachsenbande
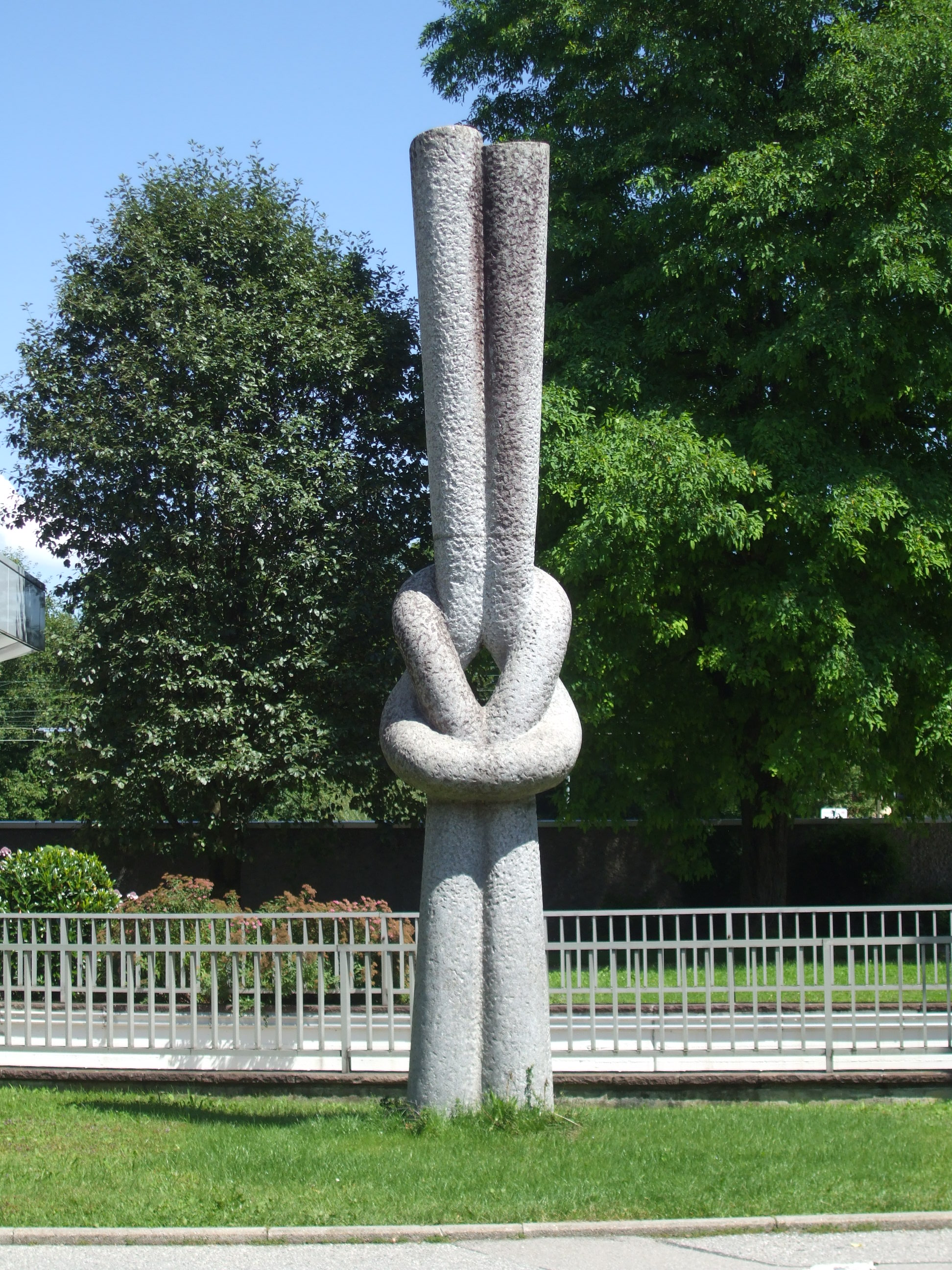
Steinerner Kreuzknoten in Prien am Chiemsee
Logo des G20-Gipfels in Hamburg (2017)

## Alternativen
- Zum sicheren Verbinden zweier gleich oder ungleich dicker Seile ist der Schotstek, für große Stärkenunterschiede zwischen beiden Seilen ist der Zeisingstek besser geeignet.
- Zum Verschnüren eignen sich auch Chirurgenknoten und Würgeknoten, die ohne „Finger drauf“ auskommen.
- Ein praktischer Knoten für Bindfaden ist der Harnischknoten.
- Zum Abseilen verwenden Kletterer den Sackstich in Tropfenform.
- Der Achterknoten ist ein sicherer Knoten, der sich nach Belastung auch leichter öffnen lässt als der Sackstich. Seine Form ist allerdings klobiger.
- Schwieriger zu knüpfen, aber sehr sicher bei geringer Schwächung der Reißfestigkeit ist der Zeppelinknoten. Auch nach extremer Belastung lässt er sich noch lösen.
- Zum Verbinden von nassen, rutschigen Seilen eignet sich der Fischerknoten.
- Für schweres und dickeres Tauwerk bietet sich der Trossenstek an.